# Richard Montague
Richard Merett Montague (ur. 20 września 1930 w Stockton, zm. 7 marca 1971 w Los Angeles) – amerykański matematyk, logik i filozof.

## Kariera
Na Uniwersytecie Kalifornijskim Berkeley Montague uzyskał tytuł licencjata z filozofii w roku 1950, a następnie tytuł magistra matematyki w roku 1953. Pracę doktorancką z filozofii, pod kierownictwem matematyka i filozofa Alfreda Tarskiego, obronił w roku 1957. Montague, który był jednym z najbardziej utalentowanych amerykańskich studentów Tarskiego, spędził całą swoją karierę naukową, wykładając na Wydziale Filozofii Uniwersytetu Kalifornijskiego w Los Angeles.
Montague przyczynił się do rozwoju podstaw logiki oraz teorii mnogości, czego można było się spodziewać po studencie Alfreda Tarskiego. Jego praca doktorancka nosiła tytuł Contributions to the Axiomatic Foundations of Set Theory.
Był jednym z prekursorów stosowania logiki w badaniach nad semantyką języka naturalnego, od czego swoją nazwę wzięła gramatyka Montague. Takie podejście do języka zyskało szczególne uznanie wśród językoznawców zajmujących się komputerową analizą języka – być może większe nawet od badaczy języka preferujących tradycyjne środki badawcze.

## Życie osobiste
Montague był ponadto utalentowanym organistą i z powodzeniem inwestował pieniądze w nieruchomości. Zginął przedwcześnie, zamordowany przez nieznanego do dzisiaj sprawcę w swoim mieszkaniu. Był homoseksualistą i czasami zachowywał się w sposób ryzykowny, zapraszając do swojego mieszkania przygodnie poznane osoby, które spotykał w trakcie „wypadów do baru”. W dniu, w którym zginął, także odwiedziło go kilka osób, a po jakimś czasie nieżywego Montague'a, uduszonego w łazience, znalazł jego przyjaciel.
Jego życie osobiste i zawodowe stało się inspiracją do napisania opowiadania Semantics of Murder.